# Steven Cárdenas
Steven Alonso Cárdenas Vargas (ur. 13 grudnia 1991 w San José) – kostarykański piłkarz występujący na pozycji napastnika, od 2022 roku zawodnik Sportingu San José.